# Emoia beryllion
Emoia beryllion — вид сцинкоподібних ящірок родини сцинкових (Scincidae). Ендемік Папуа Нової Гвінеї. Описаний у 2018 році.

## Поширення і екологія
Emoia beryllion є ендеміками острова Россель в архіпелазі Луїзіада. Вони живуть в тропічних лісах, садах і поблизу людських поселень.